# Premi Tony al millor actor de repartiment de musical
Aquesta és una relació dels guanyadors i nominats del Premi Tony per la Millor Actuació d'un Actor de Repartiment en un Musical. El premi ha estat atorgat des de 1947. És equivalent a l'Oscar al millor actor secundari.

## Premis i nominacions

### 1940s
| Any                  | Actor            | Musical | Personatge |
| -------------------- | ---------------- | ------- | ---------- |
| 1947 1rs Premis Tony |                  |         |            |
| David Wayne          | Finian's Rainbow | Og      |            |

### 1950s
| Any                     | Actor                          | Musical                    | Personatge |
| ----------------------- | ------------------------------ | -------------------------- | ---------- |
| 1950 (4ts Premis Tony)  |                                |                            |            |
| Myron McCormick         | South Pacific                  | Luther Billis              |            |
| 1951 (5ns Premis Tony)  |                                |                            |            |
| Russell Nype            | Call Me Madam                  | Kenneth Gibson             |            |
| 1952 (6ns Premis Tony)  |                                |                            |            |
| Yul Brynner             | The King and I                 | The King of Siam           |            |
| 1953 (7ns Premis Tony)  |                                |                            |            |
| Hiram Sherman           | Two's Company                  | Various Characters         |            |
| 1954 (8ns Premis Tony)  |                                |                            |            |
| Harry Belafonte         | John Murray Anderson's Almanac | Various Characters         |            |
| 1955 (9ns Premis Tony)  |                                |                            |            |
| Cyril Ritchard          | Peter Pan                      | Captain Hook / Mr. Darling |            |
| 1956 (10ns Premis Tony) |                                |                            |            |
| Russ Brown              | Damn Yankees                   | Benny Van Buren            |            |
| Mike Kellin             | Pipe Dream                     | Hazel                      |            |
| Will Mahoney            | Finian's Rainbow               | Finian McLonergan          |            |
| Scott Merrill           | The Threepenny Opera           | Macheath                   |            |
| 1957 (11ns Premis Tony) |                                |                            |            |
| Sydney Chaplin          | Bells Are Ringing              | Jeff Moss                  |            |
| Robert Coote            | My Fair Lady                   | Colonel Pickering          |            |
| Stanley Holloway        | My Fair Lady                   | Alfred P. Doolittle        |            |
| 1958 (12ns Premis Tony) |                                |                            |            |
| David Burns             | The Music Man                  | Mayor Shinn                |            |
| Ossie Davis             | Jamaica                        | Cicero                     |            |
| Cameron Prud'Homme      | New Girl in Town               | Chris                      |            |
| Iggie Wolfington        | The Music Man                  | Marcellus Washburn         |            |
| 1959 (13ns Premis Tony) |                                |                            |            |
| Russell Nype (tie)      | Goldilocks                     | George Randolph Brown      |            |
| Leonard Stone (tie)     | Redhead                        | George Poppett             |            |

### 1960s
| Any                     | Actor                                            | Musical                  | Personatge |
| ----------------------- | ------------------------------------------------ | ------------------------ | ---------- |
| 1960 (14ns Premis Tony) |                                                  |                          |            |
| Tom Bosley              | Fiorello!                                        | Fiorello La Guardia      |            |
| Theodore Bikel          | The Sound of Music                               | Captain Georg von Trapp  |            |
| Howard da Silva         | Fiorello!                                        | Ben Marino               |            |
| Kurt Kasznar            | The Sound of Music                               | Max Detweiler            |            |
| Jack Klugman            | Gypsy                                            | Herbie                   |            |
| 1961 (15ns Premis Tony) |                                                  |                          |            |
| Dick Van Dyke           | Bye Bye Birdie                                   | Albert Peterson          |            |
| Dick Gautier            | Bye Bye Birdie                                   | Conrad Birdie            |            |
| Ron Husmann             | Tenderloin                                       | Tommy                    |            |
| Clive Revill            | Irma La Douce                                    | Bob-Le-Hotu              |            |
| 1962 (16ns Premis Tony) |                                                  |                          |            |
| Charles Nelson Reilly   | How to Succeed in Business Without Really Trying | Bud Frump                |            |
| Orson Bean              | Subways Are For Sleeping                         | Charlie Smith            |            |
| Severn Darden           | From the Second City                             | Performer                |            |
| Pierre Olaf             | Carnival                                         | Jacquot                  |            |
| 1963 (17ns Premis Tony) |                                                  |                          |            |
| David Burns             | A Funny Thing Happened on the Way to the Forum   | Senex                    |            |
| Jack Gilford            | A Funny Thing Happened on the Way to the Forum   | Hysterium                |            |
| Davy Jones              | Oliver!                                          | The Artful Dodger        |            |
| Swen Swenson            | Little Me                                        | George Musgrove          |            |
| 1964 (18ns Premis Tony) |                                                  |                          |            |
| Jack Cassidy            | She Loves Me                                     | Stephen Kodaly           |            |
| Will Geer               | 110 in the Shade                                 | H. C. Curry              |            |
| Danny Meehan            | Funny Girl                                       | Eddie Ryan               |            |
| Charles Nelson Reilly   | Hello, Dolly!                                    | Cornelius Hackl          |            |
| 1965 (19ns Premis Tony) |                                                  |                          |            |
| Victor Spinetti         | Oh, What a Lovely War!                           | Various Characters       |            |
| Jack Cassidy            | Fade Out – Fade In                               | Bryon Prong              |            |
| James Grout             | Half a Sixpence                                  | Chitterlow               |            |
| Jerry Orbach            | Guys and Dolls                                   | Sky Masterson            |            |
| 1966 (20ns Premis Tony) |                                                  |                          |            |
| Frankie Michaels        | Mame                                             | Patrick Dennis           |            |
| Roy Castle              | Pickwick                                         | Sam Weller               |            |
| John McMartin           | Sweet Charity                                    | Oscar                    |            |
| Michael O'Sullivan      | It's a Bird...It's a Plane...It's Superman       | Dr. Abner Sedgwick       |            |
| 1967 (21ns Premis Tony) |                                                  |                          |            |
| Joel Grey               | Cabaret                                          | The Master of Ceremonies |            |
| Leon Bibb               | A Hand Is on the Gate                            | Performer                |            |
| Gordon Dilworth         | Walking Happy                                    | Tubby Wadlow             |            |
| Edward Winter           | Cabaret                                          | Ernst Ludwig             |            |
| 1968 (22ns Premis Tony) |                                                  |                          |            |
| Hiram Sherman           | How Now, Dow Jones                               | Wingate                  |            |
| Scott Jacoby            | Golden Rainbow                                   | Ally                     |            |
| Nikos Kourkoulos        | Illya Darling                                    | Tonio                    |            |
| Michael Rupert          | The Happy Time                                   | Bibi Bonnard             |            |
| 1969 (23ns Premis Tony) |                                                  |                          |            |
| Ron Holgate             | 1776                                             | Richard Henry Lee        |            |
| William Daniels         | 1776                                             | John Adams               |            |
| Larry Haines            | Promises, Promises                               | Dr. Dreyfuss             |            |
| Edward Winter           | Promises, Promises                               | J.D. Sheldrake           |            |

### 1970s
| Any                     | Actor                                          | Musical                              | Personatge |
| ----------------------- | ---------------------------------------------- | ------------------------------------ | ---------- |
| 1970 (24ns Premis Tony) |                                                |                                      |            |
| René Auberjonois        | Coco                                           | Sebastian Baye                       |            |
| Brandon Maggart         | Applause                                       | Buzz Richards                        |            |
| George Rose             | Coco                                           | Louis Greff                          |            |
| 1971 (25ns Premis Tony) |                                                |                                      |            |
| Keene Curtis            | The Rothschilds                                | Diversos personatges                 |            |
| Charles Kimbrough       | Company                                        | Harry                                |            |
| Walter Willison         | Two by Two                                     | Japheth                              |            |
| 1972 (26ns Premis Tony) |                                                |                                      |            |
| Larry Blyden            | A Funny Thing Happened on the Way to the Forum | Hysterium                            |            |
| Timothy Meyers          | Grease                                         | Kenickie                             |            |
| Gene Nelson             | Follies                                        | Buddy Plummer                        |            |
| Ben Vereen              | Jesus Christ Superstar                         | Judes Iscariot                       |            |
| 1973 (27ns Premis Tony) |                                                |                                      |            |
| George S. Irving        | Irene                                          | Madame Lucy                          |            |
| Laurence Guittard       | A Little Night Music                           | Count Carl-Magnus Malcolm            |            |
| Avon Long               | Don't Play Us Cheap                            | David                                |            |
| Gilbert Price           | Lost in the Stars                              | Absalom Kumalo                       |            |
| 1974 (28ns Premis Tony) |                                                |                                      |            |
| Tommy Tune              | Seesaw                                         | David                                |            |
| Mark Baker              | Candide                                        | Candide                              |            |
| Ralph Carter            | Raisin                                         | Travis Younger                       |            |
| 1975 (29ns Premis Tony) |                                                |                                      |            |
| Ted Ross                | The Wiz                                        | The Cowardly Lion                    |            |
| Tom Aldredge            | Where's Charley?                               | Mr. Spettigue                        |            |
| John Bottoms            | Dance with Me                                  | Jimmy Dick II                        |            |
| Doug Henning            | The Magic Show                                 | Doug                                 |            |
| Gilbert Price           | The Night That Made America Famous             | Performer                            |            |
| Richard B. Shull        | Goodtime Charley                               | Minguet                              |            |
| 1976 (30ns Premis Tony) |                                                |                                      |            |
| Sammy Williams          | A Chorus Line                                  | Paul San Marco                       |            |
| Robert LuPone           | A Chorus Line                                  | Zach                                 |            |
| Charles Repole          | Very Good Eddie                                | Mr. Eddie Kettle                     |            |
| Isao Sato               | Pacific Overtures                              | Kayama                               |            |
| 1977 (31ns Premis Tony) |                                                |                                      |            |
| Lenny Baker             | I Love My Wife                                 | Alvin                                |            |
| David Kernan            | Side by Side by Sondheim                       | Performer                            |            |
| Larry Marshall          | Porgy and Bess                                 | Sportin' Life                        |            |
| Ned Sherrin             | Side by Side by Sondheim                       | Performer                            |            |
| 1978 (32ns Premis Tony) |                                                |                                      |            |
| Kevin Kline             | On the Twentieth Century                       | Bruce Granit                         |            |
| Steven Boockvor         | Working                                        | John Fortune / Marco Camerone        |            |
| Wayne Cilento           | Dancin'                                        | Performer                            |            |
| Rex Everhart            | Working                                        | Herb Rosen / Booker Page             |            |
| 1979 (33ns Premis Tony) |                                                |                                      |            |
| Henderson Forsythe      | The Best Little Whorehouse in Texas            | Sheriff Ed Earl Dodd                 |            |
| Richard Cox             | Platinum                                       | Dan Danger                           |            |
| Gregory Hines           | Eubie!                                         | Performer                            |            |
| Ron Holgate             | The Grand Tour                                 | Colonel Tadeusz Boleslav Stjerbinsky |            |

### 1980s
| Any                     | Actor                                        | Musical                                  | Personatge |
| ----------------------- | -------------------------------------------- | ---------------------------------------- | ---------- |
| 1980 (34ns Premis Tony) |                                              |                                          |            |
| Mandy Patinkin          | Evita                                        | Che                                      |            |
| David Garrison          | A Day in Hollywood / A Night in the Ukraine  | Serge B. Samovar                         |            |
| Harry Groener           | Oklahoma!                                    | Will Parker                              |            |
| Bob Gunton              | Evita                                        | Juan Perón                               |            |
| 1981 (35ns Premis Tony) |                                              |                                          |            |
| Hinton Battle           | Sophisticated Ladies                         | Diversos personatges                     |            |
| Tony Azito              | The Pirates of Penzance                      | Sergeant of Police                       |            |
| Lee Roy Reams           | 42nd Street                                  | Billy Lawlor                             |            |
| Paxton Whitehead        | Camelot                                      | King Pellinore                           |            |
| 1982 (36ns Premis Tony) |                                              |                                          |            |
| Cleavant Derricks       | Dreamgirls                                   | James "Thunder" Early                    |            |
| Obba Babatundé          | Dreamgirls                                   | C.C. White                               |            |
| David Alan Grier        | The First                                    | Jackie Robinson                          |            |
| Bill Hutton             | Joseph and the Amazing Technicolor Dreamcoat | Joseph                                   |            |
| 1983 (37ns Premis Tony) |                                              |                                          |            |
| Charles Coles           | My One and Only                              | Mr. Magix                                |            |
| Harry Groener           | Cats                                         | Munkustrap                               |            |
| Stephen Hanan           | Cats                                         | Bustopher Jones / Asparagus / Growltiger |            |
| Lara Teeter             | On Your Toes                                 | Junior                                   |            |
| 1984 (38ns Premis Tony) |                                              |                                          |            |
| Hinton Battle           | The Tap Dance Kid                            | Dipsey                                   |            |
| Stephen Geoffreys       | The Human Comedy                             | Homer                                    |            |
| Todd Graff              | Baby                                         | Danny                                    |            |
| Samuel E. Wright        | The Tap Dance Kid                            | William                                  |            |
| 1985 (39ns Premis Tony) |                                              |                                          |            |
| Ron Richardson          | Big River                                    | Jim                                      |            |
| René Auberjonois        | Big River                                    | The Duke                                 |            |
| Daniel Jenkins          | Big River                                    | Huckleberry Finn                         |            |
| Kurt Knudson            | Take Me Along                                | Sid Davis                                |            |
| 1986 (40ns Premis Tony) |                                              |                                          |            |
| Michael Rupert          | Sweet Charity                                | Oscar                                    |            |
| Christopher d'Amboise   | Song and Dance                               | Joe                                      |            |
| John Herrera            | The Mystery of Edwin Drood                   | Neville Landless / Mr. Victor Grinstead  |            |
| Howard McGillin         | The Mystery of Edwin Drood                   | John Jasper / Mr. Clive Paget            |            |
| 1987 (41ns Premis Tony) |                                              |                                          |            |
| Michael Maguire         | Les Misérables                               | Enjolras                                 |            |
| George S. Irving        | Me and My Girl                               | Sir John Tremayne                        |            |
| Timothy Jerome          | Me and My Girl                               | Herbert Parchester                       |            |
| Robert Torti            | Starlight Express                            | Greaseball                               |            |
| 1988 (42ns Premis Tony) |                                              |                                          |            |
| Bill McCutcheon         | Anything Goes                                | Moonface Martin                          |            |
| Anthony Heald           | Anything Goes                                | Lord Evelyn Oakleigh                     |            |
| Werner Klemperer        | Cabaret                                      | Herr Schultz                             |            |
| Robert Westenberg       | Into the Woods                               | The Wolf / Cinderella's Prince           |            |
| 1989 (43ns Premis Tony) |                                              |                                          |            |
| Scott Wise              | Jerome Robbins' Broadway                     | Diversos personatges                     |            |
| Bunny Briggs            | Black and Blue                               | Hoofer                                   |            |
| Savion Glover           | Black and Blue                               | Younger Generation                       |            |
| Scott Wentworth         | Welcome to the Club                          | Aaron Bates                              |            |

### 1990s
| Any                     | Actor                                          | Musical                         | Personatge |
| ----------------------- | ---------------------------------------------- | ------------------------------- | ---------- |
| 1990 (44ns Premis Tony) |                                                |                                 |            |
| Michael Jeter           | Grand Hotel                                    | Otto Kringelein                 |            |
| René Auberjonois        | City of Angels                                 | Buddy Fiddler / Irwin S. Irving |            |
| Kevin Colson            | Aspects of Love                                | George Dillingham               |            |
| Jonathan Hadary         | Gypsy                                          | Herbie                          |            |
| 1991 (45ns Premis Tony) |                                                |                                 |            |
| Hinton Battle           | Miss Saigon                                    | John                            |            |
| Bruce Adler             | Those Were the Days                            | Diversos personatges            |            |
| Gregg Burge             | Oh, Kay!                                       | Billy Lyes                      |            |
| Willy Falk              | Miss Saigon                                    | Chris                           |            |
| 1992 (46ns Premis Tony) |                                                |                                 |            |
| Scott Waara             | The Most Happy Fella                           | Herman                          |            |
| Bruce Adler             | Crazy for You                                  | Bela Zangler                    |            |
| Keith David             | Jelly's Last Jam                               | Chimney Man                     |            |
| Jonathan Kaplan         | Falsettos                                      | Jason                           |            |
| 1993 (47ns Premis Tony) |                                                |                                 |            |
| Anthony Crivello        | Kiss of the Spider Woman                       | Valentin Arregui Paz            |            |
| Michael Cerveris        | The Who's Tommy                                | Tommy                           |            |
| Gregg Edelman           | Anna Karenina                                  | Constantin Levin                |            |
| Paul Kandel             | The Who's Tommy                                | Uncle Ernie                     |            |
| 1994 (48ns Premis Tony) |                                                |                                 |            |
| Jarrod Emick            | Damn Yankees                                   | Joe Hardy                       |            |
| Tom Aldredge            | Passion                                        | Dr. Tambourri                   |            |
| Gary Beach              | Beauty and the Beast                           | Lumière                         |            |
| Jonathan Freeman        | She Loves Me                                   | Headwaiter                      |            |
| 1995 (49ns Premis Tony) |                                                |                                 |            |
| George Hearn            | Sunset Boulevard                               | Max Von Mayerling               |            |
| Michel Bell             | Show Boat                                      | Joe                             |            |
| Joel Blum               | Show Boat                                      | Frank                           |            |
| Victor Trent Cook       | Smokey Joe's Cafe                              | Diversos personatges            |            |
| 1996 (50ns Premis Tony) |                                                |                                 |            |
| Wilson Jermaine Heredia | Rent                                           | Angel Dumott Schunard           |            |
| Lewis J. Stadlen        | A Funny Thing Happened on the Way to the Forum | Senex                           |            |
| Brett Tabisel           | Big                                            | Billy                           |            |
| Scott Wise              | State Fair                                     | Pat Gilbert                     |            |
| 1997 (51ns Premis Tony) |                                                |                                 |            |
| Chuck Cooper            | The Life                                       | Memphis                         |            |
| Joel Blum               | Steel Pier                                     | Buddy Becker                    |            |
| André De Shields        | Play On!                                       | Jester                          |            |
| Sam Harris              | The Life                                       | Jojo                            |            |
| 1998 (52nd)             |                                                |                                 |            |
| Ron Rifkin              | Cabaret                                        | Herr Schultz                    |            |
| Gregg Edelman           | 1776                                           | Edward Rutledge                 |            |
| John McMartin           | High Society                                   | Uncle Willie                    |            |
| Samuel E. Wright        | The Lion King                                  | Mufasa                          |            |
| 1999 (53ns Premis Tony) |                                                |                                 |            |
| Roger Bart              | You're a Good Man, Charlie Brown               | Snoopy                          |            |
| Desmond Richardson      | Fosse                                          | Diversos personatges            |            |
| Ron Taylor              | It Ain't Nothin' But the Blues                 | Diversos personatges            |            |
| Scott Wise              | Fosse                                          | Diversos personatges            |            |

### 2000s
| Any                     | Actor                                          | Musical                        | Personatge |
| ----------------------- | ---------------------------------------------- | ------------------------------ | ---------- |
| 2000 (54ns Premis Tony) |                                                |                                |            |
| Boyd Gaines             | Contact                                        | Michael Wiley                  |            |
| Michael Berresse        | Kiss Me, Kate                                  | Bill Calhoun / Lucentio        |            |
| Michael Mulheren        | Kiss Me, Kate                                  | Second Man                     |            |
| Stephen Spinella        | James Joyce's The Dead                         | Freddy Malins                  |            |
| Lee Wilkof              | Kiss Me, Kate                                  | First Man                      |            |
| 2001 (55ns Premis Tony) |                                                |                                |            |
| Gary Beach              | The Producers                                  | Roger DeBris                   |            |
| Roger Bart              | The Producers                                  | Carmen Ghia                    |            |
| John Ellison Conlee     | The Full Monty                                 | Dave Butatinsky                |            |
| André De Shields        | The Full Monty                                 | Noah "Horse" T. Simmons        |            |
| Brad Oscar              | The Producers                                  | Franz Liebkind                 |            |
| 2002 (56ns Premis Tony) |                                                |                                |            |
| Shuler Hensley          | Oklahoma!                                      | Jud Fry                        |            |
| Brian d'Arcy James      | Sweet Smell of Success                         | Sidney Falco                   |            |
| Gregg Edelman           | Into the Woods                                 | The Wolf / Cinderella's Prince |            |
| Marc Kudisch            | Thoroughly Modern Millie                       | Trevor Graydon                 |            |
| Norbert Leo Butz        | Thou Shalt Not                                 | Camille Raquin                 |            |
| 2003 (57ns Premis Tony) |                                                |                                |            |
| Dick Latessa            | Hairspray                                      | Wilbur Turnblad                |            |
| Michael Cavanaugh       | Movin' Out                                     | Piano Man                      |            |
| John Dossett            | Gypsy                                          | Herbie                         |            |
| Corey Reynolds          | Hairspray                                      | Seaweed J. Stubbs              |            |
| Keith Roberts           | Movin' Out                                     | Tony                           |            |
| 2004 (58ns Premis Tony) |                                                |                                |            |
| Michael Cerveris        | Assassins                                      | John Wilkes Booth              |            |
| John Cariani            | Fiddler on the Roof                            | Motel Kamzoil                  |            |
| Raúl Esparza            | Taboo                                          | Philip Salon                   |            |
| Michael McElroy         | Big River                                      | Jim                            |            |
| Denis O'Hare            | Assassins                                      | Charles Guiteau                |            |
| 2005 (59ns Premis Tony) |                                                |                                |            |
| Dan Fogler              | The 25th Annual Putnam County Spelling Bee     | William Barfée                 |            |
| Marc Kudisch            | Chitty Chitty Bang Bang                        | Baron Bomburst                 |            |
| Michael McGrath         | Spamalot                                       | Patsy                          |            |
| Matthew Morrison        | The Light in the Piazza                        | Fabrizio Nacarelli             |            |
| Christopher Sieber      | Spamalot                                       | Sir Galahad                    |            |
| 2006 (60ns Premis Tony) |                                                |                                |            |
| Christian Hoff          | Jersey Boys                                    | Tommy DeVito                   |            |
| Danny Burstein          | The Drowsy Chaperone                           | Aldolpho                       |            |
| Jim Dale                | The Threepenny Opera                           | Mr. Peachum                    |            |
| Brandon Victor Dixon    | The Color Purple                               | Harpo                          |            |
| Manoel Felciano         | Sweeney Todd: The Demon Barber of Fleet Street | Tobias Ragg                    |            |
| 2007 (61ns Premis Tony) |                                                |                                |            |
| John Gallagher Jr.      | Spring Awakening                               | Moritz Stiefel                 |            |
| Brooks Ashmanskas       | Martin Short: Fame Becomes Me                  | Various Characters             |            |
| Christian Borle         | Legally Blonde                                 | Emmett Forrest                 |            |
| John Cullum             | 110 in the Shade                               | H.C. Curry                     |            |
| David Pittu             | LoveMusik                                      | Bertolt Brecht                 |            |
| 2008 (62ns Premis Tony) |                                                |                                |            |
| Boyd Gaines             | Gypsy                                          | Herbie                         |            |
| Daniel Breaker          | Passing Strange                                | Youth                          |            |
| Danny Burstein          | South Pacific                                  | Luther Billis                  |            |
| Robin de Jesús          | In the Heights                                 | Sonny                          |            |
| Christopher Fitzgerald  | Young Frankenstein                             | Igor                           |            |
| 2009 (63ns Premis Tony) |                                                |                                |            |
| Gregory Jbara           | Billy Elliot the Musical                       | Dad                            |            |
| David Bologna           | Billy Elliot the Musical                       | Michael Caffrey                |            |
| Marc Kudisch            | 9 to 5                                         | Franklin Hart Jr.              |            |
| Christopher Sieber      | Shrek the Musical                              | Lord Farquaad                  |            |
| Will Swenson            | Hair                                           | George Berger                  |            |

### 2010s
| Any                     | Actor                                            | Musical                                 | Personatge |
| ----------------------- | ------------------------------------------------ | --------------------------------------- | ---------- |
| 2010 (64ns Premis Tony) |                                                  |                                         |            |
| Levi Kreis              | Million Dollar Quartet                           | Jerry Lee Lewis                         |            |
| Kevin Chamberlin        | The Addams Family                                | Uncle Fester                            |            |
| Robin de Jesús          | La Cage aux Folles                               | Jacob                                   |            |
| Christopher Fitzgerald  | Finian's Rainbow                                 | Og                                      |            |
| Bobby Steggert          | Ragtime                                          | Younger Brother                         |            |
| 2011 (65ns Premis Tony) |                                                  |                                         |            |
| John Larroquette        | How to Succeed in Business Without Really Trying | J.B. Biggley                            |            |
| Colman Domingo          | The Scottsboro Boys                              | Mr. Bones                               |            |
| Adam Godley             | Anything Goes                                    | Lord Evelyn Oakleigh                    |            |
| Forrest McClendon       | The Scottsboro Boys                              | Mr. Tambo                               |            |
| Rory O'Malley           | The Book of Mormon                               | Elder McKinley / Moroni                 |            |
| 2012 (66ns Premis Tony) |                                                  |                                         |            |
| Michael McGrath         | Nice Work If You Can Get It                      | Cookie McGee                            |            |
| Phillip Boykin          | Porgy and Bess                                   | Crown                                   |            |
| Michael Cerveris        | Evita                                            | Juan Perón                              |            |
| David Alan Grier        | Porgy and Bess                                   | Sporting Life                           |            |
| Josh Young              | Jesus Christ Superstar                           | Judes Iscariot                          |            |
| 2013 (67ns Premis Tony) |                                                  |                                         |            |
| Gabriel Ebert           | Matilda the Musical                              | Mr. Wormwood                            |            |
| Charl Brown             | Motown: The Musical                              | Smokey Robinson                         |            |
| Keith Carradine         | Hands on a Hardbody                              | JD Drew                                 |            |
| Will Chase              | The Mystery of Edwin Drood                       | John Jasper / Mr. Clive Paget           |            |
| Terrence Mann           | Pippin                                           | King Charles                            |            |
| 2014 (68ns Premis Tony) |                                                  |                                         |            |
| James Monroe Iglehart   | Aladdin                                          | Genie                                   |            |
| Danny Burstein          | Cabaret                                          | Herr Schultz                            |            |
| Nick Cordero            | Bullets Over Broadway                            | Cheech                                  |            |
| Joshua Henry            | Violet                                           | Flick                                   |            |
| Jarrod Spector          | Beautiful: The Carole King Musical               | Barry Mann                              |            |
| 2015 (69ns Premis Tony) |                                                  |                                         |            |
| Christian Borle         | Something Rotten!                                | William Shakespeare                     |            |
| Andy Karl               | On the Twentieth Century                         | Bruce Granit                            |            |
| Brad Oscar              | Something Rotten!                                | Nostradamus                             |            |
| Brandon Uranowitz       | An American in Paris                             | Adam Hochberg                           |            |
| Max von Essen           | An American in Paris                             | Henri Baurel                            |            |
| 2016 (70ns Premis Tony) |                                                  |                                         |            |
| Daveed Diggs            | Hamilton                                         | Marquès de Lafayette / Thomas Jefferson |            |
| Brandon Victor Dixon    | Shuffle Along                                    | Eubie Blake                             |            |
| Christopher Fitzgerald  | Waitress                                         | Ogie Anhorn                             |            |
| Jonathan Groff          | Hamilton                                         | King George III                         |            |
| Christopher Jackson     | Hamilton                                         | George Washington                       |            |
| 2017 (71ns Premis Tony) |                                                  |                                         |            |
| Gavin Creel             | Hello, Dolly!                                    | Cornelius Hackl                         |            |
| Mike Faist              | Dear Evan Hansen                                 | Connor Murphy                           |            |
| Andrew Rannells         | Falsettos                                        | Whizzer Brown                           |            |
| Lucas Steele            | Natasha, Pierre & The Great Comet of 1812        | Anatole Kuragin                         |            |
| Brandon Uranowitz       | Falsettos                                        | Mendel Weisenbachfeld                   |            |
| 2018 (72ns Premis Tony) |                                                  |                                         |            |
| Ari'el Stachel          | The Band's Visit                                 | Haled                                   |            |
| Norbert Leo Butz        | My Fair Lady                                     | Alfred P. Doolittle                     |            |
| Alexander Gemignani     | Carousel                                         | Enoch Snow                              |            |
| Grey Henson             | Mean Girls                                       | Damian Hubbard                          |            |
| Gavin Lee               | SpongeBob SquarePants                            | Squidward Tentacles                     |            |
| 2019 (73ns Premis Tony) |                                                  |                                         |            |
| André De Shields        | Hadestown                                        | Hermes                                  |            |
| Andy Grotelueschen      | Tootsie                                          | Jeff Slater                             |            |
| Patrick Page            | Hadestown                                        | Hades                                   |            |
| Jeremy Pope             | Ain't Too Proud                                  | Eddie Kendricks                         |            |
| Ephraim Sykes           | Ain't Too Proud                                  | David Ruffin                            |            |

### 2020s
| Year                    | Actor                           | Musical                     | Personatge |     |
| ----------------------- | ------------------------------- | --------------------------- | ---------- | --- |
| 2020 (74ns Premis Tony) |                                 |                             |            |     |
| Danny Burstein          | Moulin Rouge!                   | Harold Zidler               |            |     |
| Derek Klena             | Jagged Little Pill              | Nick Healy                  |            |     |
| Sean Allan Krill        | Jagged Little Pill              | Steve Healy                 |            |     |
| Sahr Ngaujah            | Moulin Rouge!                   | Henri de Toulouse-Lautrec   |            |     |
| Daniel J. Watts         | Tina                            | Ike Turner                  |            |     |
| 2021 no se celebrà      | N/D                             | N/D                         | N/D        | N/D |
| 2022 (75ns Premis Tony) |                                 |                             |            |     |
| Matt Doyle              | Company                         | Jamie                       |            |     |
| Sidney DuPont           | Paradise Square                 | Washington Henry            |            |     |
| Jared Grimes            | Funny Girl                      | Eddie Ryan                  |            |     |
| John-Andrew Morrison    | A Strange Loop                  | Thought 4                   |            |     |
| A.J. Shively            | Paradise Square                 | Owen Duignan                |            |     |
| 2023 (76ns Premis Tony) |                                 |                             |            |     |
| Alex Newell             | Shucked                         | Lulu                        |            |     |
| Kevin Cahoon            | Shucked                         | Peanut                      |            |     |
| Justin Cooley           | Kimberly Akimbo                 | Seth Weetis                 |            |     |
| Kevin Del Aguila        | Some Like It Hot                | Osgood Fielding III         |            |     |
| Jordan Donica           | Camelot                         | Lancelot                    |            |     |
| 2024 (77ns Premis Tony) |                                 |                             |            |     |
| Daniel Radcliffe        | Merrily We Roll Along           | Charley Kringas             |            |     |
| Roger Bart              | Back to the Future: The Musical | Doc Brown                   |            |     |
| Joshua Boone            | The Outsiders                   | Dallas Winston              |            |     |
| Brandon Victor Dixon    | Hell's Kitchen                  | Davis                       |            |     |
| Sky Lakota-Lynch        | The Outsiders                   | Johnny Cade                 |            |     |
| Steven Skybell          | Cabaret                         | Herr Schultz                |            |     |
| 2025 (78ns Premis Tony) |                                 |                             |            |     |
| Jak Malone              | Operation Mincemeat             | Hester Leggatt i d'altres   |            |     |
| Brooks Ashmanskas       | Smash                           | Nigel Davies                | [ 67 ]     |     |
| Jeb Brown               | Dead Outlaw                     | Bandleader / Walter Jarrett | [ 67 ]     |     |
| Danny Burstein          | Gypsy                           | Herbie                      | [ 67 ]     |     |
| Taylor Trensch          | Floyd Collins                   | Skeets Miller               | [ 67 ]     |     |

## Rècords

### Múltiples premis
| 3 premis - Hinton Battle | 2 guardons - David Burns - Boyd Gaines - Russell Nype - Hiram Sherman |

### Múltiples nominacions
| 4 nominacions - Danny Burstein 3 Nominacions - René Auberjonois - Hinton Battle - Michael Cerveris - André De Shields - Gregg Edelman - Christopher Fitzgerald - Marc Kudisch - Scott Wise | 2 Nominacions - Bruce Adler - Tom Aldredge - Roger Bart - Gary Beach - Joel Blum - Christian Borle - David Burns - Norbert Leo Butz - Jack Cassidy - Robin de Jesús - Brandon Victor Dixon - Boyd Gaines - David Alan Grier - Harry Groener - Ronald Holgate - George S. Irving - Michael McGrath - John McMartin - Russell Nype - Brad Oscar - Gilbert Price - Charles Nelson Reilly - Michael Rupert - Hiram Sherman - Christopher Sieber - Brandon Uranowitz - Edward Winter - Samuel E. Wright |

## Estadístiques
- El paper de Herbie de Gypsy té el rècord de més nominacions en aquesta categoria, amb quatre:
  - 1960 – Jack Klugman
  - 1990 – Jonathan Hadary
  - 2003 – John Dossett
  - 2008 – Boyd Gaines
- Hinton Battle és l'actor de més èxit en aquesta categoria, amb 3 guardons de 3 nominacions. Scott Wise i René Auberjonois també tenen 3 nominacions, però només l'han guanyat un cop. Gregg Edelman i Marc Kudisch també tenen 3 nominacions, però no l'han guanyat mai, sent els "grans perdedors" d'aquesta categoria. Irònicament, tots dos van ser nominats el 2002.
- Mai no hi ha hagut un guanyador consecutiu en aquesta categoria. Sí que hi ha hagut nominacions consecutives: Jack Cassidy el 1964 i 1965; i Bruce Adler el 1991 i 1992.
- L'interval major entre dos guardons és de 15 anys, que són els que separen els que va aconseguir Hiram Sherman per Two's Company el 1953 i How Now, Dow Jones el 1968.
- L'interval més gran entre nominacions és de 32 anys, i el té John McMartin, sent nominat per Sweet Charity el 1966 i per High Society el 1998. Mai no ha guanyat un Tony en aquesta categoria.
- El guanyador de més edat en aquesta categoria és Dick Latessa, que tenia 73 anys quan el va guanyar el 2003 per Hairspray. El guanyador més jove és Frankie Michaels, que només en tenia 10 quan el va guanyar per Mame el 1966.